# Berkasovo

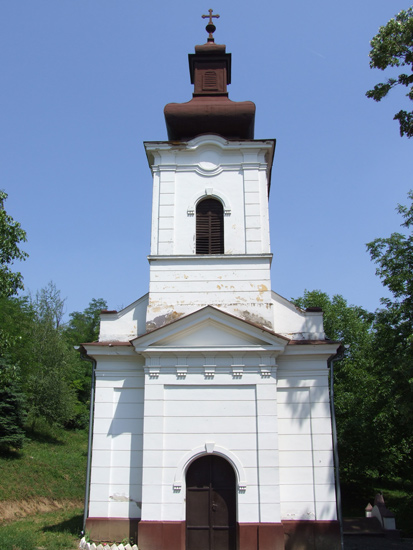
Iglesia ortodoxa serbia.

Berkasovo (Azbuka: Беркасово) es un pueblo de Serbia. Está situado al norte del municipio de Šid, en el distrito de Sirmia, en la provincia de Voivodina. El pueblo tiene una mayoría étnica serbia y su población asciende a los 1,115 habitantes (censo de 2011). Se encuentran datos de esta villa en el siglo XIII. Desde los siglos XV y XVI, Berkasovo fue una posesión de déspotas serbios.

## Evolución demográfica
| Gráfica de evolución demográfica de Berkasovo entre 1961 y 2011 |
|                                                                 |
| Fuente RZS - elaboración gráfica de Wikipedia                   |